# Вон Орми (Тексас)
Вон Орми (енгл. Von Ormy) град је у америчкој савезној држави Тексас. По попису становништва из 2010. у њему је живело 1.085 становника.

## Демографија
Према попису становништва из 2010. у граду је живело 1.085 становника.
| Група             | 2000.  | 2010.       |
| Белци             | . (.%) | 140 (12,9%) |
| Афроамериканци    | . (.%) | 4 (0,4%)    |
| Азијати           | . (.%) | 4 (0,4%)    |
| Хиспаноамериканци | . (.%) | 937 (86,4%) |
| Укупно            | .      | 1.085       |